# Heffners/Ortvikens IF
Der Heffners/Ortvikens IF (kurz: HOIF) ist ein 1898 gegründeter schwedischer Sportklub aus Sundsvall.

## Geschichte
Der Verein wurde 1898 als Heffners IF gegründet. Die Eishockeyabteilung trat erstmals in der Saison 1946 überregional in Erscheinung, als sie an der damals noch im Pokalmodus ausgetragenen schwedischen Meisterschaft teilnahm. Größter Erfolg der Vereinsgeschichte war die Teilnahme an der Division 1, der damals noch höchsten schwedischen Spielklasse, in der Saison 1970/71, jedoch stieg die Mannschaft direkt wieder in die zweitklassige Division 2 ab. Aufgrund der Konkurrenz durch den IF Sundsvall Hockey ist die Eishockeyabteilung derzeit inaktiv. In der Saison 1975/76 trat die Mannschaft in der zu diesem Zeitpunkt zweitklassigen Division 1 an.
Die Fußballabteilung, deren größter Erfolg die Teilnahme an der dritthöchsten Spielklasse war, ist Mitglied des Medelpads Fotbollförbund.